# Joanna (film)
Pour plus de détails, voir Fiche technique et Distribution.
Joanna est un film britannique réalisé par Michael Sarne, sorti en 1968.

## Synopsis
Une provinciale découvre la culture mod à Londres.

## Fiche technique
- Titre : Joanna
- Réalisation : Michael Sarne
- Scénario : Michael Sarne
- Musique : Rod McKuen
- Photographie : Walter Lassally
- Montage : Norman Wanstall
- Production : Michael Laughlin
- Société de production : Laughlin
- Société de distribution : 20th Century Fox (France)
- Pays :  Royaume-Uni
- Genre : Comédie dramatique et film musical
- Durée : 108 minutes
- Dates de sortie : 
  -  Royaume-Uni : décembre 1968
  -  France : 16 avril 1969

## Distribution
- Geneviève Waïte : Joanna Sorrin
- Christian Doermer : Hendrik Casson
- Calvin Lockhart : Gordon
- Donald Sutherland : Lord Peter Sanderson
- Glenna Forster-Jones : Beryl
- Marda Vanne : Granny
- Geoffrey Morris : le père
- Michelle Cook : Margot
- Manning Wilson : l'inspecteur
- Clifton Jones : le détective noir
- Dan Caulfield : le détective blanc
- Michael Chow : Lefty
- Anthony Ainley : Bruce
- Jane Bradbury : Angela
- Fiona Lewis : Miranda De Hyde
- Edith MacArthur : Lady Sanderson
- John Owens : Dove
- Michael Sarne : le réalisateur
- David Scheuer : Dominic Endersley

## Distinctions
Le film a été choisi en sélection officielle en compétition au Festival de Cannes 1968 mais n'a pas été présenté à la suite de l'annulation du festival en raison des événements de Mai 68.